# Unguento

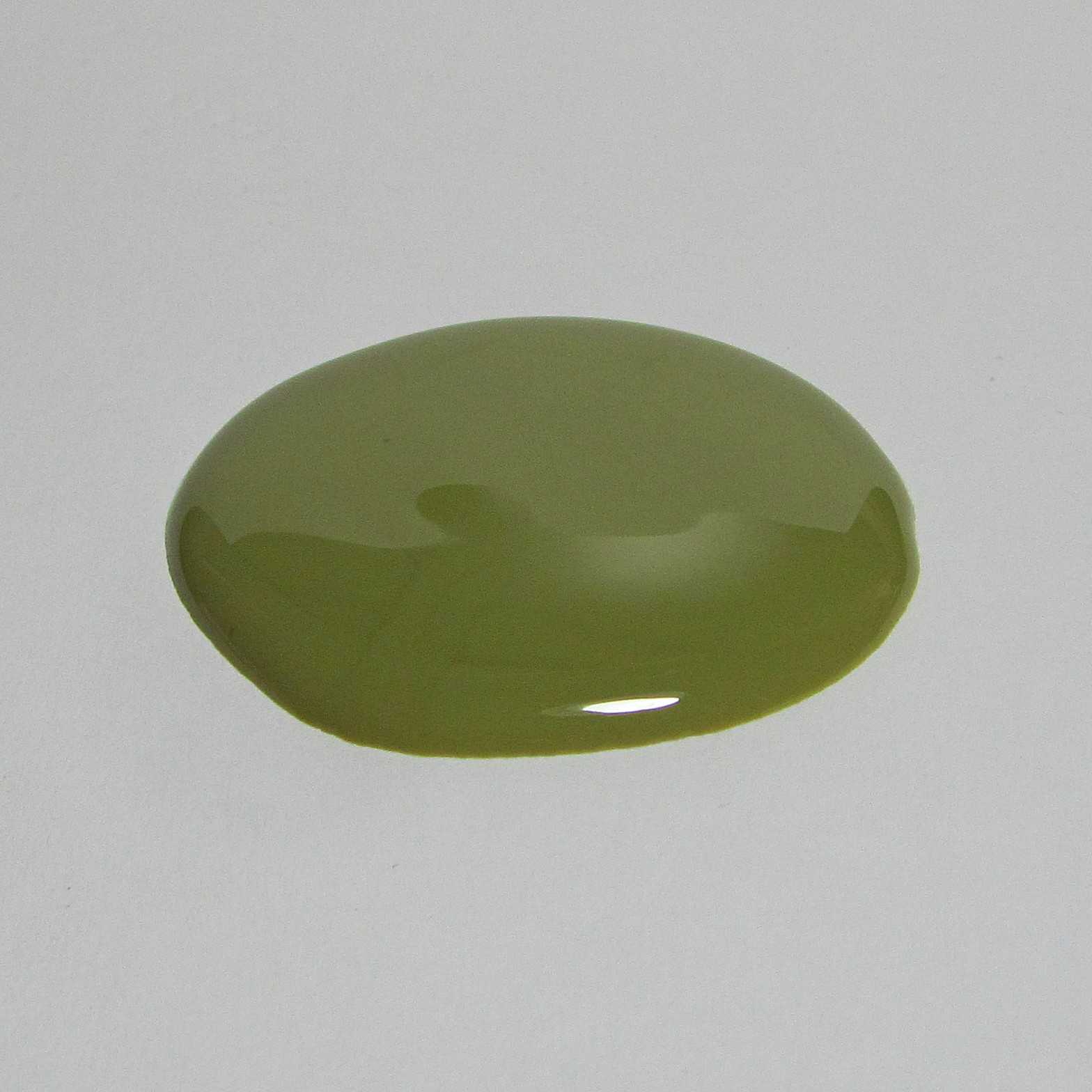
Unguento Višnevskij.

L'unguento è una forma farmaceutica semisolida per applicazione cutanea formata da sostanze grasse e resinose, usata per far assorbire dei farmaci per via cutanea.
Per la fabbricazione di unguenti oggi vengono usati, tra gli altri, olio di mandorle, olio di arachidi, glicerina, amido, vaselina, lanolina e cera d'api.

## Etimologia e storia

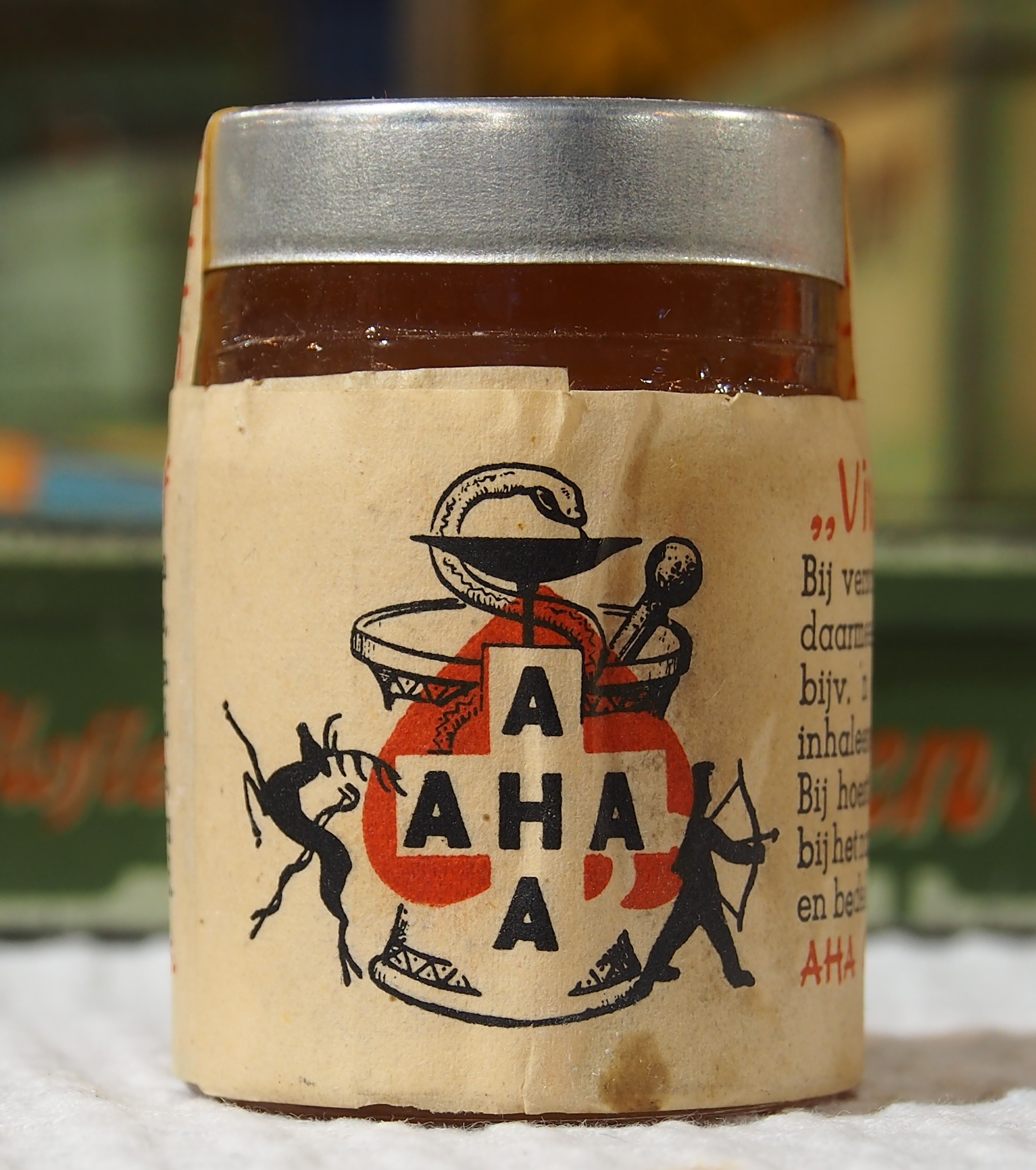
Unguento per uso commerciale

Derivante dal latino unguen, cioè «grasso», l'uso di un unguento poteva entrare a far parte di riti o di cerimonie religiose, o anche di pratiche magiche per via del suo potere terapeutico.
( Cornelio E. Agrippa, XLV, in La filosofia occulta o la magia [De occulta philosophia], traduzione di Arturo Reghini, Edizioni Mediterranee, 1972,  p. 73, ISBN 978-88-272-0524-2. URL consultato il 18 agosto 2025.)
Perché un unguento sortisse il suo effetto era necessario che venisse benedetto. Ciò tuttavia poteva valere anche nei riti stregoneschi, quando era il diavolo a effondervi i suoi poteri. Nel caso delle janare, le streghe beneventane, la preparazione di speciali unguenti che esse si spalmavano addosso avrebbe consentito loro di alzarsi in volo per recarsi nei luoghi dei sabba, tra cui principalmente il noce di Benevento.
Secondo la testimonianza di Bernardino da Siena, questo genere di unguenti sarebbe consistito in una mistura di grasso d'avvoltoio, sangue di pipistrello, sangue di bambini lattanti e «altre cose». Per acquisire la capacità di volare, le streghe recitavano quindi una sorta di cantilena o formula magica:
«Unguento unguento
mandame a la noce de Benivento,
supra acqua et supra ad vento
et supra ad omne maltempo».
Si ritiene che l'unguento delle streghe potesse anche contenere delle sostanze allucinogene.